# Litijumski trougao
Litijumski trougao je region Anda koja je bogata rezervama litijuma, a obuhvata granice Argentine, Bolivije i Čilea. Litijum u trouglu je koncentrisan u različitim slaništima koje postoje duž pustinje Atakama i susednih sušnih oblasti. Najveće oblasti tri glavna slaništa koja definišu njene vrhove su Salar de Ujuni u Boliviji, Salar de Atakama u Čileu i Salar del Hombre Muerto u Argentini. Od njih, Salar de Atakama u Čileu ima najveću koncentraciju litijuma (0,15% po težini) među svim svetskim izvorima slane vode. Oblik oblasti od interesa za resurse litijuma u slaništima, međutim, nije trougao, već više izgleda kao polumesec koji počinje sa Salar de Surira (19° J) na severu i završava se sa Salar de Marikungom (27° J) na jugu. Zbog toga je predloženo da se oblast preimenuje u Litijumski polumesec.
Prema podacima iz 2017. godine smatralo se da područje sadrži oko 54% svetskih rezervi litijuma, međutim, ne očekuje se da će ove rezerve, koje su najveće po veličini i kvalitetu na svetu, učiniti bogatim zemlje u okruženju, kao što je to nafta učinila za zemlje Zaliva. Na primer, ukupna količina litijumskih minerala u Čileu vredi „manje od trogodišnjeg izvoza nafte Saudijske Arabije“.
Godišnja proizvodnja početkom 2020-ih bila je sledeća: 140.000 tona godišnje u Čileu, 33.000 tona godišnje u Argentini, i 600 tona godišnje u Boliviji.

## Literatura
- Dube, Ryan (2022). „The Place With the Most Lithium Is Blowing the Electric-Car Revolution” [El sitio con más litio está perdiéndose la revolución de los carros eléctricos]. The Wall Street Journal (на језику: енглески). CCLXXX (35). ISSN 1042-9840. Приступљено 11. 8. 2022.
- Quinn, Jack (2024). „El litio: ¿esperanza o espejismo para América Latina?”. El Tiempo (Colombia) (на језику: шпански). ISSN 0121-9987. Приступљено 19. 2. 2024.